# Philantomba monticola
Il cefalofo azzurro (Philantomba monticola Thunberg, 1789) è un piccolo cefalofo diffuso nelle foreste dell'Africa centrale e delle regioni meridionali del Sudafrica.

## Tassonomia
Attualmente, gli studiosi riconoscono dodici sottospecie di cefalofo azzurro:
- C. m. monticola Thunberg, 1789 (Repubblica Centrafricana e Repubblica Democratica del Congo);
- C. m. aequatorialis Matschie, 1892 (Repubblica Democratica del Congo orientale, Uganda e Sudan);
- C. m. anchietae Bocage, 1879 (Angola);
- C. m. bicolor Gray, 1863 (Sudafrica);
- C. m. congicus Lönnberg, 1908 (regione tra i fiumi Cross e Congo);
- C. m. defriesi W. Rothschild, 1904 (Tanzania occidentale, Zambia settentrionale e Katanga);
- C. m. hecki Matschie, 1897 (Malawi, Zambia orientale e Mozambico settentrionale);
- C. m. lugens Thomas, 1898 (altopiani della Tanzania);
- C. m. melanorheus Gray, 1846 (Camerun meridionale e Isola di Bioko);
- C. m. musculoides Heller, 1913 (Uganda orientale e Kenya occidentale);
- C. m. simpsoni Thomas, 1910 (Repubblica Democratica del Congo orientale);
- C. m. sundevalli Fitzinger, 1869 (isole di Pemba, Mafia e Zanzibar).

## Descrizione
Il cefalofo azzurro è la più piccola e una delle più numerose e diffuse specie di cefalofo. Come altri suoi simili, questa piccola antilope ha un caratteristico corpo tozzo, grandi quarti posteriori, dorso arcuato e zampe brevi e snelle, tutti adattamenti che le consentono di muoversi con facilità tra la fitta vegetazione del sottobosco. Il nome duiker, con cui i cefalofi sono noti in lingua inglese, è una parola afrikaans che significa «tuffatore», e si riferisce all'abitudine, propria di questi animali, di tuffarsi tra la vegetazione se disturbati; nel cefalofo azzurro questo comportamento è spesso accompagnato da un forte fischio simile a uno starnuto emesso dal maschio. Misura 55–90 cm di lunghezza, 32–41 cm di altezza al garrese e pesa 3,5–9 kg; la coda misura 7–13 cm. La colorazione del mantello, diversa da una località all'altra, varia dal grigio ardesia al marrone scuro, talvolta con dei riflessi bluastri sul dorso, che hanno attribuito al cefalofo azzurro il nome comune. Le regioni inferiori sono biancastre, così come la parte inferiore della coda, dove i peli bianchi leggermente scompigliati riflettono la luce così bene che sullo scuro suolo della foresta questa parte del corpo, tenuta costantemente in movimento, sembra un piccolo lampo che si accende e si spegne.
I cefalofi azzurri hanno occhi grandi, orecchie relativamente piccole e una larga bocca flessibile adattata a una dieta frugivora. I sessi sono simili ed entrambi possiedono brevi corna a forma di spina, che talvolta possono mancare nella femmina o essere nascoste da una breve cresta di peli. Le femmine possono essere leggermente più grandi dei maschi. Tutti i cefalofi hanno un ottimo senso dell'olfatto e possiedono grandi e appariscenti chiandole preorbitali, simili a fessure, davanti agli occhi, impiegate nelle marcature odorose.

## Distribuzione e habitat
I cefalofi azzurri sono ampiamente diffusi, seppur in modo discontinuo, in tutta l'Africa centrale, orientale e meridionale, dalla Nigeria al Kenya, a est, ad Angola, Zambia, Malawi, Zimbabwe e alcune regioni del Mozambico centrale, a sud, nonché sulle isole di Zanzibar, Pemba e Mafia, e sull'isola di Bioko. Vivono anche in alcune zone del Sudafrica, benché sembri esserci una spaccatura nell'areale della specie, tra la popolazione sudafricana e quelle presenti in Zimbabwe e Mozambico.
Il cefalofo azzurro abita una vasta gamma di foreste e habitat boschivi, tra cui foreste pluviali di pianura, foreste a galleria, aree coltivate arbustive costiere, fitte boscaglie e foreste di montagna fino a 3000 m di quota. Si incontra sia nelle foreste primarie che in quelle secondarie, e può anche sopravvivere in piccole chiazze di foresta e boscaglia modificate o degradate, comprese quelle nei pressi degli insediamenti umani.

## Biologia
I cefalofi azzurri sono più attivi all'alba e al tramonto e si nutrono soprattutto di frutta, così come di foglie, fiori, funghi, semi. Come altri cefalofi, talvolta seguono i branchi di scimmie e uccelli che si nutrono nella foresta, raccogliendo i frutti che lasciano cadere.
Il cefalofo azzurro è monogamo, con coppie che in apparenza rimangono unite per la vita e che vivono in un piccolo territorio, difeso dall'intrusione di altri cefalofi azzurri e regolarmente marcato con secrezioni odorose. La riproduzione può avvenire in ogni periodo dell'anno, con un unico piccolo che nasce dopo una gestazione di 196-216 giorni. I piccoli sono in grado di correre mezz'ora dopo la nascita, sebbene di solito rimangano nascosti nel sottobosco per le prime settimane di vita. I cefalofi azzurri raggiungono la maturità sessuale all'età di un anno, quando abbandonano il territorio dei genitori, ed è stato accertato che possano vivere fino a dieci anni.

## Conservazione
Il cefalofo azzurro viene cacciato attivamente in tutto il suo areale e in molte aree è uno dei più importanti componenti del bushmeat. Le specie di cefalofo sono particolarmente popolari tra i cacciatori, dal momento che sono facili da abbattere e trasportare, e da esse si ricava abbastanza carne da renderne proficua la cattura. Tuttavia, il cefalofo azzurro sembra essere in grado di sopportare la pressione venatoria in modo migliore della maggior parte delle specie più grandi di cefalofo e attualmente è sempre molto diffuso e numeroso.
Tra gli altri potenziali fattori di minaccia ricordiamo la distruzione dell'habitat dovuta all'abbattimento delle foreste per ricavare combustibile e materiale da costruzione, e per lasciare spazio all'agricoltura e agli insediamenti umani. L'abbattimento di alberi da frutta e l'uccisione di scimmie, in particolare, impoverisce l'habitat del cefalofo azzurro e la disponibilità di cibo. Sebbene questa specie, ancora una volta, tolleri meglio questi fattori di altre specie di cefalofo, tanto che riesce a sopravvivere spesso in una vasta gamma di habitat modificati dall'impatto umano, caccia e perdita dell'habitat uniti insieme potrebbero minacciare le popolazioni di alcune aree, portando a diminuzioni locali.